# Samborowice (województwo śląskie)
Samborowice (krótko po II w. św. Szamarzowice, cz. Šamařovice, niem. Schammerwitz) – wieś w Polsce położona w województwie śląskim, w powiecie raciborskim, w gminie Pietrowice Wielkie, na prawym, południowym brzegu Psiny.

## Nazwa
W alfabetycznym spisie miejscowości na terenie Śląska wydanym w 1830 roku we Wrocławiu przez Johanna Knie wieś występuje pod polską nazwą Śiammarzowice oraz niemiecką Schammerwitz.
Ze względu na polskie pochodzenie w czerwcu 1936 roku nazistowska administracja III Rzeszy zmieniła nazwę miejscowości na nową, całkowicie niemiecką -Schammerau. Po zakończeniu II wojny światowej polska administracja wprowadziła nazwę zbliżoną do historycznej – Szamarzowice, która w 1946 została zmieniona na ahistoryczną Samborowice.

## Historia
Koło wsi stwierdzono ślady osadnictwa neolitycznego, epoki brązu, z której pochodzi duże cmentarzysko obejmujące przeszło 200 mogił oraz osadę celtycką kultury lateńskiej istniejącą tu w III i II w. p.n.e. W pozostałościach osady celtyckiej napotkano m.in. warsztat bursztyniarski.
Historycznie miejscowość leży na tzw. polskich Morawach, czyli na obszarze dawnej diecezji ołomunieckiej. Po raz pierwszy wzmiankowane zostały w 1288, kiedy to należało do wydzielonego w 1269 z czeskiego Margrabstwa Moraw księstwa opawskiego, które co najmniej od końca XV wieku było już uważane za część Górnego Śląska. Od 1308 właścicielami wsi byli joannici z Grobników. Jej mieszkańców posługujących się tradycyjnie gwarami laskimi nazywano Morawcami.
Po wojnach śląskich miejscowość znalazła się w granicach Prus. Od 1818 w powiecie raciborskim. Samodzielna parafia św. Rodziny powstała w 1918. Od końca II wojny światowej w granicach Polski. W latach 1975–1998 miejscowość położona była w województwie katowickim.

## Budowa wsi
Samborowice, jak w wiele innych wsi na Górnym Śląsku, ma zachowane charakterystyczne ślady dawnego układu osadniczego. Do dziś zachował się centralny, wrzecionowato wydłużony plac dawnego nawsia, którego jeden z końców zajmuje kościół.